# Pieter Schenk (II)
Pieter Schenk (II) (Amsterdam, 15 februari 1693 - 14 januari 1775) was een Nederlands-Duits graveur en kaartenmaker, die voornamelijk werkzaam was in Amsterdam en in de Duitse stad Leipzig.
Pieter Schenk de jongere was de zoon van de van oorsprong Duitse graveur en cartograaf Pieter Schenk de oudere (1660–1718), die zich eind 17e eeuw in Amsterdam vestigde. Pieter junior trad bij zijn vader in dienst in diens Amsterdamse kaartenhandel. Daarnaast hielden vader en zoon Schenk een winkel aan in Leipzig, waar ook in Hollandse schilderijen werd gehandeld. Zo reisde de jeugdige Pieter junior in 1715 naar Leipzig om daar een aantal schilderijen van onder andere Jan van Huchtenburg, Jan van Mieris en Willem van Mieris te verkopen.
Hij trouwde in 1726 met Anna Grevink. Het echtpaar kreeg acht kinderen. In 1731 woonde hij in de Warmoesstraat in Amsterdam. Pieter Schenk II stierf in 1775 en werd begraven vanuit een pand in de Kalverstraat.
Schenk is vooral bekend als maker van Saksische landkaarten en stadsplattegronden. Ook produceerde hij een van de mooiste kaarten van Zwitserland. Verder zijn van hem een aantal chinoiserie-prenten bekend.